# Касьянов, Иван Аникеевич
Ива́н Анике́евич Касья́нов (4 декабря 1825 года, деревня Космозеро, Олонецкая губерния — после 1892 года, там же) — сказитель былин.

## Биография
Родился в семье крестьян-староверов Космозерского погоста Петрозаводского уезда Олонецкой губернии, единоверец.
В молодости Касьянов слушал былины от двух певцов, Филиппа Клементьева Сизого и Трофима Иванова Злобина, а те учились пению у знаменитого в своё время певца Михаила Слепого, умершего в самом начале XIX столетия. Сам Касьянов учился петь былины и духовные стихи у своего товарища Ивана Егорова Сперова, который перенял это искусство у родного дяди, калики перехожего.
Выступал с исполнением былин в Санкт-Петербурге в Русском географическом обществе (1871, 1889, 1892), в Москве, Ярославле, Рыбинске. Для записи былин встречался с академиком А. Ф. Гильфердингом.
Пел былины о Волхве Всеславиче и Микуле Селяниновиче (с более подробным описанием сохи и упряжи Микулы, чем в напечатанных текстах), о Михаиле Потыке-богатыре и о соборе при царе Алексее Михайловиче.
Передал Русскому географическому обществу свои записи причитаний, былин и обрядовых песен, которые хранятся в Институте археологии РАН.
Награждён бронзовой медалью Русского географического общества.